# さらば愛しき人よ/Congratulations
「さらば愛しき人よ/Congratulations」（さらばいとしきひとよ / コングラチュレイションズ）は、1991年6月26日リリース、稲垣潤一の22枚目のシングル。アルバム『WILL』からのシングルカット曲。

## タイアップ
「さらば愛しき人よ」…明治乳業「明治ブリック」CMソング
「Congratulations」…第一生命CMソング

## 収録曲
1. さらば愛しき人よ
作詞：渡辺なつみ　作曲：岸正之　編曲：坂本洋
2. Congratulations
作詞：秋元康　作曲：ジョーイ・カーボーン　編曲：萩田光雄